# Rionero Sannitico
Rionero Sannitico – miejscowość i gmina we Włoszech, w regionie Molise, w prowincji Isernia.
Według danych na rok 2004 gminę zamieszkiwało 1128 osób, 40,3 os./km².